# Obernetphen
Obernetphen ist ein Ortsteil und eine Gemarkung der Stadt Netphen im Kreis Siegen-Wittgenstein in Nordrhein-Westfalen. Bis 1969 war Obernetphen eine eigenständige Gemeinde im damaligen Kreis Siegen.

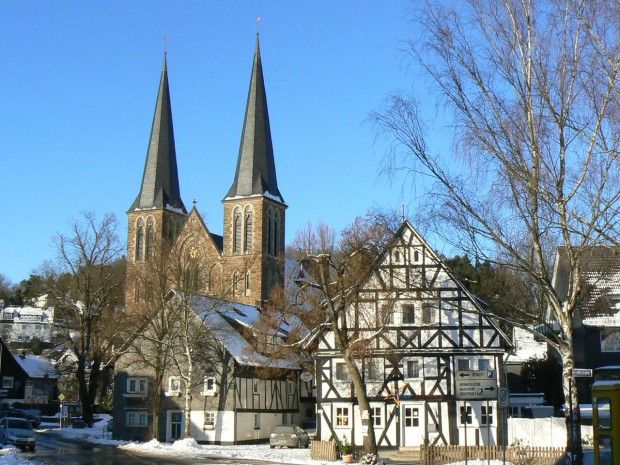
Obernetphen mit der Sankt-Martins-Kirche

## Geographie
Obernetphen umfasst den östlichen Teil der Netphener Kernstadt an der Mündung der Obernau in die Sieg. Das Ortszentrum liegt rund um die Sankt-Martins-Kirche.

## Geschichte
Seit dem 19. Jahrhundert bildete Obernetphen eine Landgemeinde im Amt Netphen des Landkreises Siegen im westfälischen Regierungsbezirk Arnsberg.
Am 1. Januar 1969 wurde Obernetphen durch das Zweite Siegerland-Gesetz Teil der Gemeinde Netphen, die 2000 das Stadtrecht erhielt. Heute bildet Obernetphen zusammen mit Niedernetphen den Ortsteil Netphen der Stadt Netphen.

## Einwohnerentwicklung
| Jahr | Einwohner | Quelle |
| ---- | --------- | ------ |
| 1818 | 336       | [ 2 ]  |
| 1871 | 432       | [ 3 ]  |
| 1885 | 404       | [ 4 ]  |
| 1895 | 443       | [ 5 ]  |
| 1910 | 541       | [ 6 ]  |
| 1925 | 732       | [ 7 ]  |
| 1939 | 787       | [ 8 ]  |
| 1950 | 696       | [ 2 ]  |
| 1961 | 1346      | [ 9 ]  |
| 1967 | 1668      | [ 2 ]  |